# Стипенка
Сти́пенка — небольшая речка в Новгородском районе Новгородской области. Длина — около 4 км. Исток находится в 1 км к западу от деревни Трубичино, впадает в реку Питьба недалеко от места впадения последней в Волхов.
На берегу Стипенки находится тепличный комплекс ЗАО «Трубичино», газораспределительная станция, южная оконечность деревни Трубичино, одноимённый жилой район. В 700 м от устья речка пересекается с автодорогой Великий Новгород—Санкт-Петербург.